# The Gospel Truth
The Gospel Truth från 2011 är ett musikalbum med den svenska jazzsångaren Ida Sand.

## Låtlista
1. Eyes on the Prize (trad) – 3:35
2. Ain’t No Sunshine (Bill Withers) – 3:45
3. He Ain’t Heavy, He’s My Brother (Bobby Scott/Sidney Russell) – 4:12
4. A Change Is Gonna Come (Sam Cooke) – 4:32
5. Have a Talk with God (Stevie Wonder/Calvin Hardaway) – 3:37
6. I Wanna Know What Love Is (Mick Jones) – 4:50
7. Until the End (Joe Sample/ Marita Phillips/Denise Labrie) – 3:15
8. I Wish I Would Know How (Nina Simone) – 4:14
9. Have a Little Faith in Me (John Hiatt) – 4:21
10. It Is to Know (Ida Sand) – 3:49
11. Like a Prayer (Madonna/Patrick Leonard) – 4:00
12. God Only Knows (Brian Wilson/Tony Asher) – 4:16

## Medverkande
- Ida Sand – sång, piano, keyboards
- Mattias Torell – gitarrer
- Thobias Gabrielson – bas
- Anders Hedlund – trummor, slagverk
- Raul Midón – sång (spår 3)
- Staffan Svensson – trumpet (spår 3)
- Joe Sample – piano (spår 4)
- Ola Gustafsson – gitarr (spår 2, 6, 12)
- Steve Gadd – trummor (spår 4)
- Nils Landgren – trombon (spår 4, 6)
- Lars Danielsson – bas (spår 4)
- Magnus Lindgren – träblås (spår 1, 2, 5, 9, 11)
- The ACT Jubilee Singers – kör (spår 1, 5, 6, 11)

## Mottagande
Albumet fick ett blandat mottagande och har medelbetyget 3,3/5 baserat på sju recensioner.

## Listplaceringar
| Lista (2011) | Topplacering |
| ------------ | ------------ |
| Sverige      | 23           |